# 石飛博光
石飛 博光（いしとび はっこう、1941年 - ）は、日本の書家。本名読み・ひろみつ。

## 来歴
北海道生まれ。1960年北海道赤平高等学校を卒業し上京、金子鷗亭に師事。1964年東京学芸大学学芸学部書道科卒業。駿台学園高等学校、千葉県立松戸高等学校の教員を務める。1988年、1989年日展特選連続受賞。1996年、2004年日展審査員。1996年、2004年、2008年NHKテレビ「趣味悠々」講師。日展会員、全日本書道連盟常務理事、毎日書道会理事、創玄書道会理事長。2011年、第53回毎日芸術賞受賞。2024年、旭日小綬章受章。自らの創作活動のみならず、各メディアでの書道の啓蒙活動や書写教育への取り組みにも積極的である。

## 著書
- 『暮らしの書道事典』日本放送出版協会　1993
- 『実用書道 楽しい暮らしの書』日本放送出版協会　1998　NHK趣味入門
- 『常用漢字五体字集』日本放送出版協会　2000
- 『字形』可成屋 2001　プロに学ぶ書のテクニック
- 『石飛流創作かな交じり書』可成屋 2002
- 『古典渉猟 石飛博光臨書集』全10集　芸術新聞社　2002-04
- 『一字で年賀状』二玄社　2003　カルチャーブック
- 『書道・創作入門コツのコツ 好きな言葉や詩を書く』日本放送出版協会　2003　生活実用シリーズ
- 『ほっとする禅語70』渡會正純監修 二玄社　2003
- 『はがき教室』日本習字普及協会　2004
- 『あなたに伝えたいとっておきの言葉 石飛博光「書」の絵本』可成屋 2005
- 『石飛流いきいき毛筆力ノート』小学館　2005
- 『古典渉猟 石飛博光臨書集 別集』芸術新聞社　2005
- 『石飛流書道の学び方』日本放送出版協会　2006
- 『書道入門コツのコツ 手紙編』日本放送出版協会　2006　生活実用シリーズ
- 『書道入門コツのコツ 表書き・名前編』日本放送出版協会　2006　生活実用シリーズ
- 『花のような気持ちでいよう 続あなたに伝えたいとっておきの言葉 石飛博光「書」の絵本』可成屋 2006
- 『石飛的筆墨生活ノススメ 書への誘い』芸術新聞社　2009　墨レッスンブック
- 『石飛博光のちょっと書いてみたい漢詩』小学館　2009

## 共著
- 『アイデアで解消!ふで不精 2』高木厚人,麻殖生素子共著　日本放送出版協会　1999　別冊NHKおしゃれ工房 手づくり百科
- 『わたしだけの般若心経読み書き手本』藤井正雄,杉本健吉共著　小学館　2002
- 『書 photo collection calligraphy art』麻殖生素子,小林浩志共著　スパイラル　2003
- 『一文字art』藏元訓征,仲川恭司共著　日本習字普及協会　2003
- 『ほっとする禅語70 続』野田大燈監修 杉谷みどり共著　二玄社　2004
- 『諳んじたい俳句88 世界最短詩型の美しい日本語表現』鷹羽狩行監修 片山由美子共著　日本放送出版協会　2005
- 『二文字art』藏元訓征,辻元大雲,仲川恭司共著　日本習字普及協会　2005
- 『はがきアート』編著　日本習字普及協会　2006
- 『三文字art』藏元訓征,辻元大雲,仲川恭司共著　日本習字普及協会　2006
- 『ほっとする論語70』杉谷みどり共著　二玄社　2007
- 『四文字art』藏元訓征,辻元大雲,仲川恭司共著　日本習字普及協会　2007
- 『生きる禅語』杉谷みどり共著　ベストセラーズ　2010

## 参考
- 石飛博光のちょっと書いてみたい漢詩